# ヒドラ (マーベル・コミック)
ヒドラ（HYDRA）とは、マーベル・コミックに登場する架空の組織である。時代や登場作品によって差異はあるが、ナチスの流れを汲む秘密組織として描かれている。組織名はヒュドラーから。

## 原作コミック

### メンバー
バロン・フォン・ストラッカー（Baron von Strucker）
本名：ヴォルフガング・フォン・ストラッカー（Wolfgang Von Strucker）
第二次世界大戦中、同盟国だった日本の忍者集団ザ・ハンドとともに秘密結社ヒドラ(HYDRA) を結成する。
息子が三代目ソーズマン（Andreas Strucker）というヴィランとしてサンダーボルツに所属している。
ゴーゴン（Gorgon）
本名：トミ・シシド
登場作品：『ウルヴァリン (コミック作品)』
詳しくはウルヴァリン (コミック作品)の項目を参照。自分の能力により、一時的にヒドラを乗っ取り、支配者となった。
ハードボール（Hardball）
本名：ロジャー・ブルックリッジ
元はキャンプハモンド訓練所一期生。
バイパー（Viper）
別名：マダム・ヒドラ
初出：『キャプテン・アメリカ』
クラーケンに育てられた女性。ウルヴァリンの元妻。ゴーゴン失脚後、ヒドラに自分の組織を作る。

#### A.I.M.
A.I.M.は、ヒドラの科学兵器開発部門。アドバンスド・アイディア・メカニクス(Advanced Idea Mechanics)の略称。
科学兵器を駆使して国家転覆を計画する。
レッドスカルを蘇生したり、コズミックキューブを開発したりと技術は多方面に優れている。

## MCU版
マーベル・シネマティック・ユニバース（MCU）における設定。
本項は、“アース616”（正史の宇宙）におけるヒドラを主軸として表記する。

### 概要
元はナチスの極秘科学部門であった秘密結社。創設者のヨハン・シュミット/レッドスカルが“テッセラクト”を入手したことによって新兵器を完成させ、勢力を拡大。早々にナチスを裏切る形で独立し、世界征服を目論むようになる。戦時中の全世界の中でも特に優れた科学技術を有し、最先端の兵器を数多く生み出してきた。
骸骨の口から6本の触手が出た蛸のようなマークをシンボルとして用いる。「頭を一つ切り落としてもそこから二つ生えてくる」をモットーとしており、構成員は両腕を突き上げ「ヒドラ万歳！」の掛け声と共に敬礼する。また、戦時中の構成員の多くはいずれも組織に対する強い忠誠心を持ち、敵に追い詰められ捕虜になりかけた際などには、奥歯に仕込まれた青酸カリを噛んで自決するなど組織の存続の為に命を投げ出す事も厭わない。
戦時中はシュミット/レッドスカルの下、世界征服を目的として様々な悪行を行なうが、スティーブ・ロジャース/キャプテン・アメリカと“戦略科学予備軍SSR”によって大戦末期に敗北へと追い込まれた。歴史上には壊滅したと記録されているが、僅かな残党が終戦前にソ連へ潜入し、SSRの捕虜となって“S.H.I.E.L.D.”創設参画に加わったアーニム・ゾラも手を尽くしたことにより水面下で再興され、構成員が急増。勢力も世界レベルにまで拡大された。以降S.H.I.E.L.D.や各公的機関などに構成員をエージェントや職員として潜伏させ、要人暗殺や様々な戦争・危機などを画策し、戦後の歴史の裏で暗躍してきた。
マーベル・テレビジョン製作のドラマ『エージェント・オブ・シールド』では、数千年前にクリー人の実験によって強力なインヒューマンズへと変貌し、地球から追放されたアルベウス/ハイヴを救い出して迎え入れるための研究機関であったという設定が追加された。
『ホワット・イフ...?』では、“アース82111”に正史のヒドラと同様、大戦中に世界征服を企む秘密結社として登場する。

### 関連施設
戦時中
本部基地
オーストリアのアルプス地表の下152メートルに構えられた、ヒドラの本拠地。シュミットの自室は、窓からアルプス山脈の美しい景色を眺められ、ここでテッセラクトの研究も行われた。他にも各車両や航空機の格納庫や、航空管制室に滑走路まで備わる。しかし、SSRの総攻撃により制圧される。
兵器工場
オーストリアのクラウスバーグの山に囲まれた兵器工場。捕虜を作業員としてワルキューレをはじめとした様々な部品生産や兵器製造が行われた。捕虜の牢屋や格納庫と管制室、施設放棄のための爆薬と自爆装置まで備わる。
シュミットがワルキューレ開発の査察にやって来たのと同時期に、バッキーたちを救うために潜入したスティーブによって解放された捕虜たちの反撃を受けたため、シュミットが起動させ自爆装置によって壊滅する。だが、生産された部品は全て別の施設へ移された。
その他にも、ポーランド、フランス、ベルギー、チェコスロバキアなどにも関連施設を構えるが、全て“ハウリング・コマンドーズ”によって陥落される。
現代
ソコヴィア基地
ソコヴィアの山奥にある、廃墟同然の古城を利用したヒドラの秘密基地。内部の壁は隠し扉となっており、そこを進むとかつてロキが使用していた“セプター”と“リヴァイアサン”を保管していたラボに出られる。そこでは“ウルトロン・セントリー”のベースとなったロボットが製造されていた。この施設の兵士たちは、未来的な兵器と通常兵器の双方で武装している。
“アベンジャーズ”に一度制圧されたが、のちにウルトロンが占拠し、自身の野望を完遂するための拠点として利用する。
シベリア基地
シベリアの雪原に構えられた、ヒドラの秘密地下施設。出入り口はセキュリティドアとなっており、無機質な内部には、ウィンター・ソルジャーの収容・実験設備や彼らの冷凍睡眠用カプセルが備わる冷凍室、備品の保管庫などがあり、メモリー・サプレッシング・マシーンも置かれていた。
現在では閉鎖されて一見無人の廃墟同然となっていたが、セキュリティドアや冷凍室のカプセルなどの設備は未だに機能しており、保管庫にもヒドラの物品が幾つか残っていた。そのためヘルムート・ジモは計画の仕上げとして、この施設にスティーブ、トニー・スターク/アイアンマン、バッキー・バーンズ/ウィンター・ソルジャーを誘き寄せて、彼らに死闘を展開させた。その余波で、冷凍室は壊滅している。
その他
クラーケン城（Castle de Krake）
アース82111（戦時中）における本部。黒い森の中に構えられた古城であり、上階にはトンスベルグの教会から押収したユグドラシルの彫刻を施した壁面や、テッセラクトの制御装置が、下階には発電機が置かれ、後者にはスティーブ・ロジャースと、彼の“ヒドラ・ストンパー・アーマー”が捕縛された。
シュミットらはここで“ヒドラの英雄”を呼び込むためにテッセラクトの研究を行なっていた。しかし、ペギー・カーター/キャプテン・カーター率いるハウリング・コマンドーズの総攻撃を受け、出現したヒドラの英雄との決戦の場となる。

### メンバー

#### 映画本編及びその関連作品に登場
ヨハン・シュミット / レッドスカル
ヒドラ創始者。かつてオーディンが地球に残したテッセラクトを入手したことでナチスから離反。独自の秩序を築くべく世界征服を企むが、スティーブとの決戦時にテッセラクトのエネルギーに巻き込まれ、惑星“ヴォーミア”へ飛ばされた。
アーニム・ゾラ（Arnim Zola）
演 - トビー・ジョーンズ
日本語吹替 - 佐々木睦
シュミットに協力する天才科学者で、スイス人。当初はテッセラクトに対する科学的興味から協力し、シュミットへの恐怖心から従っていたが、ヒドラの忠実な信奉者となり、シュミットに続く副司令官となる。
強化前のスティーブと大差ない体格を有し、服装が個性的かつ肉を食べられない神経質な性格で、シュミットのエイブラハム・アースキンに関心を示す態度は懐疑的に見ていたものの、彼の赤い頭部をした姿には「美しい」と評し、シュミットから愛車を貸し与えられるほど優秀な科学者として信頼されていた。戦後はペーパークリップ作戦の一環としてアメリカに招かれ、S.H.I.E.L.D.の発展に協力するが、その裏で暗躍しヒドラ再興にも成功した。1972年に不治の病を宣告されて絶命したが、その卓越した頭脳を欲したヒドラによって6万メートルに及ぶ大量の磁気テープに意識を移され、現代に至るまで活動を続けていた。
アーニム・ゾラ（アース82111）
アース82111のゾラ。正史における大戦中のゾラと同様の人物像をしている。
アーニム・ゾラ（アース29929）
アース29929のゾラ。
描写
『キャプテン・アメリカ/ザ・ファースト・アベンジャー』
本作でMCU初登場。ヒドラの本部基地でテッセラクトのエネルギーを研究利用し、自身が生み出した新しいテクノロジーが恐ろしい目的で悪用されるとまでは考えず、様々な兵器を開発した。しかし、貨物列車で移動中にハウリング・コマンドーズの襲撃を受けて、SSRへ拿捕された。ヒドラの一員であるにも関わらず、青酸カリで自決せず、尋問でチェスター・フィリップスにヒドラの本部基地の所在と、ワルキューレによる一斉爆撃作戦を打ち明けた。このため、スイスに送還されたと言及される。
『キャプテン・アメリカ/ウィンター・ソルジャー』
本作では磁気テープによる分身として登場する。捕虜として長年SSRに尽くしてきた裏で、組織内にヒドラのシンパを増やし、新たなヒドラを結成させ、“インサイト計画”のアルゴリズムを作り上げていた。
“キャンプ・リーハイ”の地下施設にやって来たスティーブたちにS.H.I.E.L.D.の内情と新しいヒドラの秘密を語ったあと、彼らを始末するためにミサイル攻撃を敢行させ、自身も滅び去る。
『エージェント・カーター』（テレビドラマ版）シーズン1の第8話にも登場する。
『ホワット・イフ...?』シーズン1
第1話
アース82111のゾラが登場。テッセラクトを携えてドイツのベルリンを移動していたところに現れたペギー/キャプテン・カーターの襲撃を受け、護衛の兵士を全て倒されて、テッセラクトと共に捕縛される。数日後、SSRの捕虜となっていたところへ、憤慨しながらやって来たペギーに「何も教える気はない」と断じながらも、結局彼女にヒドラの本拠地とシュミットの野望を白状してしまう。
第8〜9話
アース29929のゾラが登場。
ハインツ・クルーガー（Heinz Kruger）
演 - リチャード・アーミティッジ
日本語吹替 - 川原慶久
ヒドラのスパイ。
描写
『キャプテン・アメリカ/ザ・ファースト・アベンジャー』
本作でMCU初登場。シュミットから超人血清強奪とアースキン抹殺の命を受け、アメリカ国務省の“フレッド・クレムソン（Fred Clemson）”と名乗り、スーパーソルジャー計画の実験場となったブルックリンのSSRの秘密基地に潜入。スティーブへの実験が成功し、その場が盛り上がっているところで基地の観覧ブースを爆破し、実験で余った超人血清1本を奪ってアースキンを射殺した。
ペギーが放った銃弾を受けたり、待機していた仲間も撃たれる中で、通りかかったタクシーを奪取して逃走し、追い込まれると居合わせた少年を人質にして海に放り込むなど、追いかけて来たスティーブに対して卑劣な行為を繰り返すが、隠していた潜水艦に搭乗して逃走を試みたのも束の間、泳いできたスティーブに捕まり、捕虜となる事を拒んで、歯の奥に仕込んでいた青酸カリを噛んで自決する。
『ホワット・イフ...?』シーズン21第1話
本作ではアース82111のクルーガーが登場。正史における大戦中のクルーガーと同様にスーパーソルジャー計画の実験施設に潜入するが、スティーブへの実験直前に爆弾攻撃や銃撃を行い、アースキンやフィリップスたちを抹殺してスティーブにも重傷を負わせることに成功。超人血清を奪い取るも、ペギーに射殺される。
アレクサンダー・ピアース
S.H.I.E.L.D.の理事で“世界安全保障委員会”とのパイプ役だが、正体は現代におけるヒドラの中心格である。
真のインサイト計画を実行することで、ヒドラの脅威となる者を抹殺しようとしたが、計画の実行中にナターシャ・ロマノフ/ブラック・ウィドウによって、S.H.I.E.L.D.とヒドラの内情を全て全世界へ公開された後にニック・フューリーに射殺される。
スターン（Stern）
演 - ギャリー・シャンドリング
日本語吹替 - 石住昭彦
アメリカ政府に上院議員として所属した構成員。
描写
『アイアンマン2』
本作でMCU初登場。軍事公聴会で、「アイアンマンは“兵器”である」と挑戦的な物言いでトニーにアーマー提出を求めるが、専門家として呼んだジャスティン・ハマーの失態を暴露されたことで、閉会を余儀なくされ放送禁止用語も言い放った。
物語中盤ではハマーとゴルフを楽しむが、ラストで、“スターク・エキスポ”の騒動を解決させたトニーとジェームズ・“ローディ”・ローズ/ウォーマシンの勲章授与式に授与者として参加する。トニーの授与には不満を感じている様子を見せながら、最後は彼らと写真撮影に収まる。
『キャプテン・アメリカ/ウィンター・ソルジャー』
本作ではヒドラの一員であることが明かされ、右膝を痛めているような様子も見せた。顔を出しに来たシットウェルに、地元へ帰って23歳のリポーター志望の有権者に挨拶しに行くと話し、彼のピンバッジを褒めてヒドラの挨拶を耳打ちした。物語のラストで、その素性が判明し、FBIに逮捕される。
ジャスパー・シットウェル（Jasper Sitwell）
演 - マキシミリアーノ・ヘルナンデス
日本語吹替 - 丸山壮史
禿頭に眼鏡が特徴のヒドラ構成員。1973年8月12日生まれ、アメリカ合衆国バージニア州出身のホンジュラス系アメリカ人。S.H.I.E.L.D.内での権限レベルは6で、フィル・コールソンの友人でもある。間抜け役を演じることが得意であると自他共に認めている。知識人風だが、眼前に現れた“デストロイヤー”を“スターク・インダストリーズ”製マシンと勘違いする滑稽な男性でもある。ヒドラの構成員の中で、最も多くの作品に登場する。
描写
『マイティ・ソー』
本作でMCU初登場。ベースキャンプやビフレスト跡地といった現場では、コールソンを「ボス」と呼び、彼の補佐を務めた。だがデストロイヤーに対しては、コールソンたちと同様に全く歯が立たずじまいで退場する。
『マーベル・ワンショット』
『相談役』
本作では、コールソンの話し相手として登場する。夜中のダイナーで食事していたところに接触してきたコールソンから、世界安全保障理事会がハーレムでの一件をブルース・バナー/ハルクの責任とし、サディアス・ロスに身柄確保されたエミル・ブロンスキー/アボミネーションを釈放して“アベンジャーズ”に参加させたがっていることと、理事会の決定を覆せないフューリーがこれに反対していることを聞く。これを受けて、世界安全保障理事会へのブロンスキー引き渡しを阻止するため、間抜けな者を演じる自分には引き渡さないと考えて自らロスの元に赴くことを提案するが、コールソンのアイデアも取り入れて自分ではなく、「相談役」であるトニーをロスの元に派遣する。後日、ダイナーでパンケーキを食するコールソンの下に駆け付け、ロスからブロンスキーを引き取らずに済むと知らされてほくそ笑む。
『アイテム47』
本作ではクレア・ワイズとベニー・ポラックの対処に当たり、これまで見せなかった直接的な調査能力や格闘戦能力も披露する。なお本作は、『アベンジャーズ』の直後の物語となる。
同僚のフェリックス・ブレイクから見せられたクレアとベニーの銀行強盗の映像を「よくある街角のBBQ」と馬鹿にするも、ブレイクから依頼された2人の対処に出動。誘き寄せたベニーを取り抑え、反撃してきたクレアもつかみ合いの末に捕縛することに成功。2人が強盗に使っていた“チタウリのキャノン砲/アイテム47”を押収するも、この銃砲を駆使できた技能を持つベニーたちに感心して、2人を処分せずにS.H.I.E.L.D.の職員に登用。ブレイクに紹介する。
『アベンジャーズ』
本作では“ヘリキャリア”のブリッジのオペレーターを務め、ロキがドイツのシュトゥットガルトのケーニッヒ通り28に姿を現したことをスティーブたちに伝える。
『キャプテン・アメリカ/ウィンター・ソルジャー』
本作でヒドラの一員であることが明かされる。冒頭で“レムリア・スター”に乗船していたために、ジョルジュ・バトロックらに拘束されるが、スティーブやブロック・ラムロウらS.T.R.I.K.E.によって解放される。“トリスケリオン”に帰投すると、逃亡したスティーブの一斉捜査を多数のエージェントや職員たちに指示した。
後にスターンの元に顔を出し終えると、待ち構えていたサムの呼び出しを受け、スティーブたちにインサイト計画の詳細を吐かされてしまい、計画を止めるために必要な人物として拉致され、トリスケリオンへ同行させられるが、移動中にスティーブたちを狙って現れたウィンター・ソルジャーによって、対向車線に投げ込まれ、車に轢かれる末路を辿る。
『アベンジャーズ/エンドゲーム』
トニー、スティーブ、ブルース、スコットがタイムトラベルした、“ニューヨーク決戦”後の時代に登場。当時は決戦の事後処理のために、戦地の中心となった“スターク・タワー”に赴き、アベンジャーズが捕縛・回収したロキとセプターを確保する任務に従事していた。タワーをエレベーターで降下中に現れた未来のスティーブからセプターを預けるよう声をかけられ、彼に猜疑心を抱くも、「ヒドラ万歳」と耳打ちされ、スティーブもヒドラの一員と思い込み、セプターを持ち去られる。
『エージェント・オブ・シールド』シーズン1の第7話と15話、シーズン5の第15話にも登場する。
ウィンター・ソルジャー
本名は“ジェームズ・ブキャナン・バーンズ”。元はスティーブ/キャプテン・アメリカの良き相棒だったが、貨物列車から落ちたのち、ヒドラによる洗脳を受け、ヒドラ最強の暗殺者“ウィンター・ソルジャー”となり現代で暗躍する。
ブロック・ラムロウ / クロスボーンズ
S.H.I.E.L.D.の精鋭部隊である“S.T.R.I.K.E.”にリーダーとして潜伏していた構成員。S.H.I.E.L.D.崩壊後は“クロスボーンズ”として登場する。
ジャック・ロリンズ（Jack Rollins）
演 - カラン・マルヴェイ
日本語吹替 - 高橋圭一
S.H.I.E.L.D.のS.T.R.I.K.E.に所属していた構成員で、ラムロウの片腕的存在。オールバックの髪型が特徴である。
描写
『キャプテン・アメリカ/ウィンター・ソルジャー』
本作でMCU初登場。物語序盤にパラシュートを着けずに高速スカイダイビングを敢行したスティーブに驚くも、ラムロウと共に救出作戦を展開した。その後も、エレベーターでの乱闘や、ショッピングモールにキャンプ・リーハイでの捜索、市街地でのスティーブたちの捕縛まで、多くの場面で活動し、インサイト計画の際には、ピアースの護衛のために世界安全保障委員会に乗り込むが、ホーリーに変装したナターシャに倒された。しかし、この直後に死亡したのか逮捕されたのかは描写なしのため不明。
『アベンジャーズ/エンドゲーム』
トニー、スティーブ、ブルース、スコットがタイムトラベルした、ニューヨーク決戦後の時代に登場。彼も当時はシットウェルやラムロウと共に、スターク・タワーでロキとセプターを確保する任務に従事していた。エレベーターで降下中に現れた未来のスティーブに不審感を覚えて身構えかけるも、スティーブの機転によってセプターを持ち去られる。
ヴォルフ・ガング・フォン・ストラッカー / バロン・ストラッカー（Wolfgang von Strucker / Baron Strucker）
演 - トーマス・クレッチマン
日本語吹替 - 広瀬彰勇
ヒドラの2015年時のリーダーでもある諜報員。S.H.I.E.L.D.に科学者として所属していた。右目にかけた拡張現実オーバーレイ付きモノクル が特徴で、悪名高いテロリストや犯罪社会の輩と秘密裏に接触しており、目的のためなら民間人のみならず、部下たちまでも犠牲にする利己的で下賎な人物。ロボット工学と人工知能に精通し、敵対者を欺くことにも長ける。
描写
『キャプテン・アメリカ/ウィンター・ソルジャー』
物語のポスト・クレジット・シーンで初登場。ヒドラの一斉蜂起から警戒心を募らせるリストとは対照的に余裕ある姿勢を崩さず、「この世で最強の恐怖は“奇跡”」であると嘯き、マキシモフ兄妹を見つめる。
『アベンジャーズ/エイジ・オブ・ウルトロン』
ソコヴィア基地にアベンジャーズが攻め込んで来たことを受けて部下たちに、降伏せずに誰か一人でも倒して士気を上げろと指示しながらも、自身はヒドラの機密情報を守るためにあえてアベンジャーズへの投降を決意し、スティーブに倒されて拿捕されるが、後に自分のデータと共にウルトロンに抹殺される。
『エージェント・オブ・シールド』シーズン5の第15話にも登場する。
ドクター・リスト（List）
演 - ヘンリー・グッドマン
日本語吹替 - 伊藤和晃
ヒドラの科学者。ストラッカーに従事している。
描写
『キャプテン・アメリカ/ウィンター・ソルジャー』
物語のポスト・クレジット・シーンで初登場。ヒドラの秘密施設で、ストラッカーにS.H.I.E.L.D.とヒドラの情報が全世界へ行き渡ったと伝え、自身らの今後を危惧する。
『アベンジャーズ/エイジ・オブ・ウルトロン』
マキシモフ兄妹の戦線投入をストラッカーに進言した後、ヒドラの機密情報を持ち出そうとしていたところにトニーに撃たれて倒れるが、その後の去就は不明。
ピエトロ・マキシモフ / クイックシルバー
セプター（マインド・ストーン）を用いた人体実験で超高速移動能力を得たソコヴィア出身の強化人間。
ワンダ・マキシモフ / スカーレット・ウィッチ
セプターを用いた人体実験でテレキネシス、マインドコントロールなどの特殊能力を得た、ソコヴィア出身の強化人間。ピエトロとは双子の兄妹である。
ミッチェル・カーソン（Mitchell Carson）
演 - マーティン・ドノヴァン
日本語吹替 - 沢木郁也
登場作品 - 『アントマン』
S.H.I.E.L.D.に幹部として所属していた構成員。伊達男然とした風貌の反面、軽率に慇懃無礼な言動をとる陰険な性分の持ち主である。ハンク・ピムからは政府転覆を企んでいると危険視されており、ハワード以上にピム粒子を欲していた。
1989年時のピムの退職直前に、ハワードの傍らで気に障る発言をしたことでピムに顔面を机に叩きつけられてから、彼とは因縁の間柄となった。現代では、ダレン・クロス/イエロージャケットと取引して“イエロージャケット”と“クロス粒子”を得ようと目論む。だが、イエロージャケットの披露会で、ピムたちとダレンらの争いに巻き込まれたため、取引は失敗に終わってしまった。それでも、混乱の中をかい潜ってクロス粒子のサンプルを一本奪取して逃走する。その後の彼の行方は2023年現在不明である。
ヴァシリー・カルポフ（Vasily Karpov）
演 - ジーン・ファーバー
日本語吹替 - 山岸治雄
登場作品 - 『シビル・ウォー/キャプテン・アメリカ』
かつてロシア軍に大佐として所属していたヒドラの構成員。1991年時には、ヒドラのシベリア基地で管理していたバッキーを利用した任務や、ウィンター・ソルジャー計画の実験を行なっていた。バッキーに超人血清を奪取する任務を与えた際、目撃者がいたら始末するようにも命令しており、それがスターク夫妻の死の遠因となっていた。ウィンター・ソルジャーたちを道具扱いし、自身に危害が加わりそうになると部下たちを見捨ててまでバッキーに自分だけを救わせた典型的な小悪党である。
現代ではクリーヴランドの自宅に潜伏していたが、同時に秘匿していたノートを狙うジモの不意打ちを受けて逆さ吊り状態で捕縛・拷問され、「地獄へ落ちろ」・「ヒドラ万歳」と言い残し、ノートを奪ったジモによって水死する。
L・アトウッド
アメリカ政府の女性議員である元構成員。
ウィルフレッド・ネイゲル
ウィンター・ソルジャー計画の一員だった科学者。

#### 『エージェント・オブ・シールド』に登場
ジョン・ギャレット / クレアボヤント
ウォードの上司。潜伏していたS.H.I.E.L.D.での任務中に敵から攻撃を受け、臓器が体から飛び出るほどの重体になる。その際にS.H.I.E.L.D.に救出を求めるが、救出部隊を出されずに放置され、臓器を自身の手で体に戻し、その場から逃走。ヒドラの“デスロック計画”に参加し、一命を取り留めた。その時から自分を助けなかったS.H.I.E.L.D.への復讐のためにヒドラのエージェントとなる。S.H.I.E.L.D.のエージェントとしては、コールソンと訓練兵時代からの友人で、コールソンと任務中には自身の過去の任務でのエピソードを話すなどとても仲が良く、自分の本性がコールソンにバレた際には、コールソンチームのメンバーをヒドラに勧誘した。
ゲストハウスでの任務時にGH325を盗み出し自分の体に注入した。GH325は、デスロック計画ではもう助からなくなった自分の体を治す目的で盗み出した。GH325を注入した影響で、拳銃で撃たれても死ななくなり、コールソンを苦しめた。またGH325の副作用により、コールソンと同じく謎の地図を書くようになった。
最後は、コールソンにメキシコで見つけた084で撃たれて死亡する。
ダニエル・ホワイトホール
第2シーズン第1話から登場。本名は“ヴェルナー・ラインハルト”。
スティーブ/キャップが活躍していた時代から生きている男。“オベリスク”と呼ばれる異星人の遺物に執心していたが、ペギー・カーターに捕らえられ、長らく幽閉されていた。不老不死に近い存在であるインヒューマンズであるジャーインの臓器を奪うことで若返りを果たし、S.H.I.E.L.D.壊滅後、ヒドラのリーダーとして君臨する。
だが復讐に駆られたジャーインの夫のカルビン・ザボに追い詰められ、最期は背後からコールソンに不意打ちで銃撃され死亡した。
グラント・ウォード
元S.H.I.E.L.D.のエージェントで、コールソンのチームに所属していた。
ギャレットの部下であり、シーズン1の終盤にギャレットが捕らえられるとその正体を現し、ヴィクトリア・ハンドたちを殺害してS.H.I.E.L.D.と決別。ギャレットの命を受けコールソンのチームを徹底的に追い詰めた。
シーズン2では囚われの状態から脱出し、単独で身を潜めていた。その際にキャラ・パラマス/エージェント33と出会い恋仲となるが、メリンダ・メイの策に嵌って犯したミスで彼女を失うと、再びチームプレイに戻ることを決意。弱体化したヒドラを再建するとともにリーダーになることを宣言した。
シーズン3では、本格的にヒドラのリーダーとして暗躍。部下たちにはS.H.I.E.L.D.になぞらえて自身を「長官」と呼ばせている。
かつてのヒドラを知るギデオン・マリックによってヒドラ創設の真の歴史を知らされ、最初のインヒューマンズにして“ヒドラの神”なる存在を呼び戻すべく“死の星（マヴェット）”へ乗り込む。しかし、単身追跡してきたコールソンに襲撃され、死の星脱出の一歩手前でコールソンの手によって心臓を潰され葬られた。
亡骸は、後にアルベウス/ハイヴによって利用されることになる。
ウェルナー・ストラッカー
バロン・ストラッカーの息子。彼をウルトロンに殺害された後にグラントの説得でヒドラに参加した。
ギデオン・マリック
ウォードと同時期にヒドラのリーダーとして君臨する。世界安全保障理事会に所属し、アメリカ合衆国大統領ですら手を出すことができない地位にいる。
若い頃からヒドラの真の目的を知っており、それに基づき自身の実弟を含む数多の人間を犠牲にしながら“ヒドラの神”再臨を目指し暗躍していた。
最終的に“ヒドラの神”ハイヴの奪還を果たすも、そのハイヴにかつての悪行を暴かれた挙句、娘を殺害され、S.H.I.E.L.D.に捕縛された後、失意のうちに（間接的だが）ハイヴに殺害される。
ハイヴ / アルベウス
最初のインヒューマンズにして、ヒドラの神と呼ばれる存在。人間の亡骸へ寄生し自らの身体とする能力と、インヒューマンズを操り、人類を死に至らしめる細菌を放つ能力を持つ。その真の顔貌はヒドラのエンブレムそのもの。
クリー人の実験によって生まれた「失敗作」。死の星に追放され、1000年もの間辿り着いた人間の記憶と肉体を奪って生き延びてきた。
死の星唯一の生存者ウィル・ダニエルズを乗っ取って脱出を図るも直前に阻まれ、コールソンに殺害されたウォードの肉体を土壇場で奪い取ると紙一重のタイミングで地球への帰還を果たした。その後はマリックに指示を出し、能力でインヒューマンズを思いのままに操り、“ヒドラの神”として君臨する。
スニル・バクシ

### 兵器・テクノロジー・ビークル

#### ツール・兵器
戦時中
登場作品：『キャプテン・アメリカ/ザ・ファースト・アベンジャー』
戦時中のヒドラのオリジナルのツールや兵器は、滑らかな形状のものがほとんどである。
※実在する武器やビークルについてはこちらを参照のこと。
制服
シュミットは赤いパイピングが施された黒やグレー2種類の軍服を、一般兵は黒や深緑の戦闘服とエネルギー兵器が放つ閃光から両目を保護するゴーグルやガスマスク一体型のヘルメットを着用し、動力電池弾薬用ポーチを腰に装備する。
ジッポー
リモコン爆弾の起爆や、フィーザー・ドルシュを起動させるジッポー型万能装置。アースキン抹殺と超人血清強奪の命を受けたクルーガーが使用。
銃火器
戦時中のヒドラの構成員が使用する銃火器の多くは、一部を除いてテッセラクトの力を組み込んだビームパルスガンであり、ビーム1発で物体を破壊し、人間の細胞組織すらも跡形も無く蒸発させる。
アーニミレーション99L 攻撃用武器（Arnimhilation 99L Assault Weapon）。
太めで銀色の銃身が特徴の手持ち型アサルトライフル。発電用バックパックに弾帯形式で装着し、短時間に一気に発射可能。バックパックから取り外しても数発分の発射ができ、再充電には15〜20秒の時間を要する。
ジャック・デルニエやティモシー・“ダム・ダム”・デューガンも奪い取った物を使用し、シュミットもSSRとの決戦やスティーブとの一騎打ちで発砲する。
現代では、S.H.I.E.L.D.が保管しており、前述の一般兵の戦闘服と共にヘリキャリアの機密保管室に置かれ、これを見つけたスティーブはフューリーに不信感を抱く。
テッセラクト・チェーンガン（Tesseract Chain Gun）
重装歩兵が上半身に装備する双身型銃火器。ほかのビームパルスガンと同等の破壊力を有しているが、再充填には1回の発射ごとに30〜35秒を要する。
スティーブも貨物列車内での戦いにおいて、閉じ込められた車両のドアを壊すために、倒した重装歩兵のものを使用した。
火炎放射器
一般兵が装備する火炎砲で、上半身に装着するベスト状の本体と、チューブで繋がった左右の放射ノズルで構成される。この兵器には流石のスティーブも手を焼いた。
冷エネルギー・キャノン砲。
三脚とメカニカルアーム、シングルバレルで構成される無反動パルス・キャノン砲。開発初期のロボット機能を有し、マシンに入力されたプログラムコードでターゲットのロックや変更まで可能。
シュミットが本部基地にやってきた査察官たちへ披露しながらの射殺に使用した。
現代
生体認証バッジ（Explosive Security Badges）
登場作品：『キャプテン・アメリカ/ウィンター・ソルジャー』
ピアースが来訪した世界安全保障委員会の役員たちに配布し、身に付けさせた特殊なバッジ。S.H.I.E.L.D.の設備への全アクセス権が与えられるとピアースは説明していたが、それに加えて身に付けた者を遠隔操作で感電死させる放電装置も仕込まれており、ピアースはこれで役員の多くを手にかけた。ホーリーに変装していたナターシャは、彼の拘束から逃れるために自らテイザー・ディスクを用いて感電することでバッジを一時的にショートさせると共に昏倒、ピアースに隙を作る。
外骨格スーツ（HYDRA Exo-Suits）
登場作品：『アベンジャーズ/エイジ・オブ・ウルトロン』
ソコヴィアの基地のエリート兵士に配備されたパワードスーツ。ストラッカー配下のエンジニアらによって開発され、バックパックにはチタウリの動力源が搭載されている。紫色に発光するスーツ本体は北極用軍服にセプターやリヴァイアサンを解析して得た“チタウリ”の技術が組み合わさっており、強化外骨格とサイボーグインプラントによって装着者の敏捷性とパワーを増幅させ、装着者の身体を保護する。ヘッドアップディスプレイ搭載のレンズ付き戦闘ヘルメットには、神経に直列する通信インターフェイスが内蔵され、拳にあるエネルギー放出器を制御できる。さらに飛行機能も持つ。アベンジャーズとの戦闘でエリート兵士が装着して対抗したが、太刀打ちできずじまいだった。
ヒドラ H3L-A エネルギーライフル（HYDRA H3L-A Energy Rifle）
登場作品：『アベンジャーズ/エイジ・オブ・ウルトロン』
ソコヴィアの基地のエリート兵士に配備されたエネルギーブラスター。折り畳み式のストックと、交換可能なエネルギーモジュール、電磁レールなどが取り付けられており、安定したエネルギーボルトを発射する。ブルースも、これを使ってウルトロンに監禁されていたナターシャを救う。
対空砲
登場作品：『アベンジャーズ/エイジ・オブ・ウルトロン』
冷戦期の大砲をチタウリの技術でアップグレードした兵器で、ソコヴィアの基地に設置される。破壊的な威力を誇り、ヒーローたちのみならずソコヴィアの市街地にもこの兵器の砲撃が及ぶことになる。
コードブック
かつてシベリア基地に保管されていたノート。現代においてこのノートは、カルポフが保管していたが、ジモに奪われ、彼の復讐計画に利用されることになる。

#### システム・ビークル
戦時中
登場作品：『キャプテン・アメリカ/ザ・ファースト・アベンジャー』
リントヴルム5 モーターバイク（Lindworm-5 Motorbike）
一般兵がパトロールに使用するカスタムモデルの戦闘用オートバイ。サイドカーが外され、強化外装が増設され、空気力学に基づいたエンジンコンパートメントを搭載し、ガソリンとテッセラクトのエネルギーのハイブリッドで走行する。カウル部に2門のパルス・キャノンと、後輪横に手榴弾を3個分収められるホルダーを装備する。
特急列車EB912（Schnellzug EB912）
ヒドラが保有する流線型の特急列車。運転室にはテッセラクトのエネルギー電源が円形に配置され、列車全体に電力を供給することで、機関車などを上回るスピードで走行できる。
ゾラが乗車中にハウリング・コマンドーズの襲撃を受け、その際の戦闘でバッキーが本車両から転落し、消息不明となる。
Sd Kfz 221
パルス・キャノンと火炎放射器を装備した2人乗り小型戦車のカスタムモデル。砲塔のリモート射撃が可能。兵器工場からの脱出時には、ダム・ダムとゲイブ・ジョーンズ、ジェームズ・モントゴメリー・ファルスワースの3人が利用し、基地への帰還に持ち帰った。後に別車両をデルニエが爆破している。
ラーテ
ドイツ軍の装甲偵察車をベースとするカスタムモデルの超巨大装甲車両。複数人収容可能で、通信アンテナと、砲手を配置する上部の回転式砲塔に“グレンデル900 ヘビーキャノン”という名称のパルス・キャノンを装備しており、その攻撃力は連合軍の分厚く頑丈な車両も溶かしてしまう。だが、死角が多いことから歩兵隊の襲撃に弱く、スティーブに爆破される。
フィーザー・ドルシュ（Fieser Dorsch）
1人乗りのジェット推進式小型潜水艦。クルーガーがブルックリンの港に隠し、スティーブを振り切るために自身の近くに遠隔操作で出現させ乗り込むが、潜行したのも束の間、泳いできたスティーブに追いつかれ、その後SSRに回収される。本艦を調査したハワードは、自分でもその内部構造を理解できず造れないと断言する。
パラサイト（HYDRA Parasit）
ヒドラが保有する小型ジェット戦闘機の一種。トリープフリューゲルに酷似しているが、核兵器を上回る小型爆弾であり、プロペラを搭載しているが、ロケットかジェットエンジンを推進力とし、ミサイルの様な流線型の機体に3本の補助翼と1対の尾翼と折り畳み式の主翼がついた形状で、プロペラ機とは比べ物にならないスピードを誇る。ワルキューレの機内に8機格納され、機種にはシカゴ、ボストン、ニューヨークなど攻撃目標が書かれていた。
ワルキューレに飛び乗ったスティーブが本機に搭乗しようとするパイロットらとの格闘戦の最中、ニューヨークと書かれた機体が発艦し、機体にしがみついたスティーブは一時窮地に陥るが、パイロットを脱出装置で追い出してハイジャックし、ワルキューレ機内に突撃する。
ワルキューレ（Valkyrie）
ホルテン Ho229に酷似した翼幅165メートルの巨大V字型爆撃機。テッセラクトのエネルギーのストレージデバイス16〜18台を連結したディスクアレイと主な推進力のツインターボジェットエンジン、初期タイプの有線カメラや機体後部に8つの補助プロペラ用の開口部を搭載しており、甲板上には、パルスビームを連射する2門の回転砲台を左右に1台ずつ装備している。機内にはパラサイトを3機分搭載可能であり、投下する形で発艦させる。機体前方中央のコクピット内は、戦艦のブリッジのように広大で、操縦席のほかにテッセラクトを収納する装置も備わる。さらに自動操縦機能も有している。
オーストリアの兵器工場で建造がはじまり、本部基地で完成。アメリカの各主要都市の一斉爆撃を狙うシュミットによって基地を離陸し、超高速で目的地へ飛行するが、突入してきたスティーブとシュミットの激闘の場となり、その結果操縦系統が故障。機内に残ったスティーブの手動操縦で、北極海に着水し大破する。
現代
データマイニング・アルゴリズム
ゾラが開発した、インサイト計画の根幹であるシステム。
エレクトロニック・バタリング・ラム（Electronic Battering Ram）
登場作品：『キャプテン・アメリカ/ウィンター・ソルジャー』
強靭な壁面や車両などを突き破るために用いられる破城槌型装置。三脚を立てて設置され、起動した破城槌部本体で対象を強打する。市街地で警官になりすました兵士たちが、足止めしたフューリーの自動車を攻撃するために使用。
メモリー・サプレッシング・マシーン（Memory Suppressing Machine）
登場作品：『キャプテン・アメリカ/ウィンター・ソルジャー』、『シビル・ウォー/キャプテン・アメリカ』
ヒドラがバッキーに対して用いた大型装置。装置を起動すると、付属するヘッドギアを当てがった対象者の記憶を消去する。消去中は多大な苦しみを味わうようで、バッキーは苦悶の叫びを上げながら記憶を消去される。バッキーはかつてシベリア基地に収容されていた頃や、現代において記憶が不安定になった際に、この装置による記憶消去を受けた。
インサイト・ヘリキャリア
インサイト計画実行のために建造された、3機の新型ヘリキャリア。

### 計画
ウィンター・ソルジャー計画（Winter Soldier Program）
ヒドラによる組織の最強の暗殺者“ウィンター・ソルジャー”を生み出し、運用するための人体実験計画。薬物投与で被験者となる兵士を人体強化する点ではスーパーソルジャー計画と同様だが、組織に暗殺者として確実に主従させる目的で、被験者へあらゆる武器に精通するための訓練や、記憶消去と洗脳処置まで施すなど、その実験内容は人道を大きく外れたものである。
最初の被験者には、大戦中に一度ゾラに実験台にされた経験があり、ソ連のヒドラの下部組織に引き渡されたバッキーが選ばれ、前述の処置を受けてウィンター・ソルジャーとなった彼は、 ヒドラの手先として50年間に素性・経歴・消息を掴まれないよう20件以上の暗殺任務を遂行してきた。
そしてシベリア基地では、次世代のウィンター・ソルジャーを生み出すための実験も行われ、1991年12月にバッキーがハワード・スタークから強奪・回収させた超人血清を次世代ウィンター・ソルジャー候補である被験者らに投与したものの、彼らは理性を失って暴走し、冷凍保存され、この実験は5度も失敗したと言われる。
そしてウィルフレッド・ネイゲルがこの計画を継いだものの、ヒドラが壊滅・解体されたことで、次世代ウィンター・ソルジャーの実現は叶わずに終わる。
しかしネイゲルは、自身を雇ったCIAで血清の摘出・再現に成功する。
また、この計画のデータはオハイオ州にあるS.H.I.E.L.D.の”ノース研究所”に保管されていたが、1995年にドレイコフの命を受けてオハイオ州に3年間潜入していたアレクセイたちに奪取された。
インサイト計画
ヒドラの脅威になり得る人物をゾラのアルゴリズムによって選別し、3機の次世代型ヘリキャリアで先制攻撃し排除する一斉攻撃計画。2014年に実行されるが、スティーブ達の活躍によってヘリキャリアは自滅攻撃で破壊され、同時にトリスケリオンも崩壊してS.H.I.E.L.D.は壊滅し、計画は失敗した。

### 各作品での動向

#### 映画本編
『キャプテン・アメリカ/ザ・ファースト・アベンジャー』
本作でMCU初登場。世界征服を目論むようになると敵対勢力に対し猛威を振るったが、SSRによってキャプテン・アメリカとなったスティーブ率いるハウリング・コマンドーズの登場で形成が逆転し、ヨーロッパ各地の各施設や本部基地が陥落・制圧され、シュミットも消滅したため壊滅へと追い込まれた。
『キャプテン・アメリカ/ウィンター・ソルジャー』
本作では物語後半になるまでは明確にその存在を現さなかったが、戦後に水面下で再興されてS.H.I.E.L.D.を裏で掌握していたことが判明。ゾラによってスティーブたちへ真相が明かされた後からピアースや、S.T.R.I.K.E.の面々をはじめとするS.H.I.E.L.D.に潜伏していた複数の構成員が本性を現し、インサイト計画実行時にはトリスケリオン内で計画実行やスティーブへの援護を巡って大乱戦を引き起こした。その結果、S.H.I.E.L.D.は壊滅したものの、インサイト計画は阻止され、S.H.I.E.L.D.とヒドラの内情が全世界に公になる。
『アベンジャーズ/エイジ・オブ・ウルトロン』
本作ではソコヴィアでストラッカーが中心となり、セプターなどを研究・解析して、より強力な兵器の開発や、マキシモフ兄妹の強化などを行っていた。だがホワイトホールの射殺から少し後の時期に、ソコヴィアの基地に攻め込んできたアベンジャーズとの戦闘に敗北し、構成員らが捕縛された後にウルトロンの手でストラッカーが殺害される。このため、組織は統率者不在となり弱体化する。
『アントマン』
本作では「興味深い組織」と見込んだダレンによってカーソンらがイエロージャケットの披露会に招かれる。
その後の動向は不明だったが、『ファルコン&ウィンター・ソルジャー』にてバッキーの口から、2024年時点で組織は既に壊滅・解体していた事が明らかになった。

#### 『エージェント・オブ・シールド』
シーズン1
本作でもシリーズ中盤までその存在を現さなかったが、インサイト計画発動と同時期に世界中の構成員がS.H.I.E.L.D.各施設で一斉蜂起。ギャレットとウォードの一派は、GH325を巡りコールソンのチームと各地で連戦するが、ギャレットは倒され、ウォードもコールソンたちに身柄を確保される。
シーズン2
ホワイトホールの一派がオベリスクを探し求めて暗躍を開始し、コールソンの監視から脱出したウォードも合流するも、S.H.I.E.L.D.との戦いの中でホワイトホールは射殺。他の派閥のリーダーも退治されてしまった
シーズン3
本シーズンでは、組織の残党たちを纏め上げていたウォードが表舞台に現れたマリックと結託し、彼の指示でハイヴを地球に呼び戻し迎え入れるための活動を開始。死の星に辿り着いたウォードはコールソンに抹殺されるが、マリックはこの際の出来事から地球に帰還したハイヴを迎え入れることに成功した。しかし、マリックは結果的にハイヴに利用された末に死亡し、世界各地の組織の残党の拠点はグレン・タルボット率いる高度危機抑制部隊“ATCU”によって呆気なく陥落させられ、全人類の“プリミティヴズ化”を企てたハイヴも、S.H.I.E.L.D.に加わっていたリンカーン・キャンベルの自己犠牲により消滅。組織は事実上、壊滅したこととなる。
シーズン4
仮想世界“フレームワーク”内で、アンドロイドのA.I.D.A.が長官を務め、世界を支配する組織として登場する。

## アマルガム・コミックス
DCコミックスとマーベル・コミックの世界が融合したアマルガム・コミックスでは、ルーサーが創設したという設定となっている。

### メンバー（アマルガム・コミックス）
グリーン・スカル
本名：アレクサンダー・ルーサー
レックス・ルーサー（DCコミックス）とレッド・スカル（マーベル・コミック）を融合させたキャラクター。
老衰していたが血清により頑丈な体を手に入れる。しかし、その副作用として緑色の顔になる。
デスボーグ
サイボーグ（DCコミックス）とデスロック（マーベル・コミック）を融合させたキャラクター。
元はS.H.I.E.L.D.のメンバーだったが、重傷を負いヒドラのサイボーグとして復活する。